# Lindsey Jacobellis
Lindsey Jacobellis (Danbury (Connecticut), 19 augustus 1985) is een Amerikaanse snowboardster. Ze vertegenwoordigde haar vaderland op de Olympische Winterspelen van 2006, 2010, 2014, 2018 en 2022.

## Carrière
Bij haar wereldbekerdebuut, in september 2003 in Valle Nevado, stond Jacobellis direct op het podium. In januari 2004 boekte ze in Bad Gastein haar eerste wereldbekerzege. De Amerikaanse eindigde drie maal als tweede in het algemene wereldbekerklassement, in het seizoen 2006/2007 en het seizoen 2008/2009 veroverde ze de wereldbeker op de snowboardcross.
Op de wereldkampioenschappen snowboarden van 2005, 2007, 2011, 2015 en 2017 veroverde Jacobellis de wereldtitel op de snowboardcross, in 2005 eindigde ze tevens als achtste in de halfpipe.

### Olympische droom
Jacobellis nam vijf keer deel aan de Olympische Spelen. Tijdens de Olympische Winterspelen van 2006 in Turijn lag ze tot de laatste sprong van de snowboardcross ruim vooraan maar viel in het zicht van de finish. Vier jaar later, Vancouver, eindigde ze op de vijfde plaats. Tijdens de Olympische Winterspelen van 2014 in Sotsji eindigde de Amerikaanse op de zevende plaats en in 2018 in Pyeongchang op de vierde. Op 9 februari 2022 kwam haar olympische droom alsnog uit doordat ze goud pakte bij de snowboardcross op de Olympische Winterspelen 2022 in Peking.
De Amerikaanse won in haar carrière ook zeven keer goud op de snowboardcross tijdens de Winter X Games.

## Resultaten

### Olympische Winterspelen
| Jaar | Plaats      | Resultaten        |
| ---- | ----------- | ----------------- |
| 2006 | Turijn      | Snowboardcross    |
| 2010 | Vancouver   | 5e Snowboardcross |
| 2014 | Sotsji      | 7e Snowboardcross |
| 2018 | Pyeongchang | 4e Snowboardcross |

### Wereldkampioenschappen
| Jaar | Plaats        | Resultaten                              |
| ---- | ------------- | --------------------------------------- |
| 2005 | Whistler      | Snowboardcross · 8e Halfpipe            |
| 2007 | Arosa         | Snowboardcross                          |
| 2011 | La Molina     | Snowboardcross                          |
| 2015 | Kreischberg   | Snowboardcross                          |
| 2017 | Sierra Nevada | Snowboardcross                          |
| 2019 | Park City     | 5e Snowboardcross · Snowboardcross team |
| 2021 | Idre Fjäll    | 9e Snowboardcross                       |

### Wereldbeker
Eindklasseringen
| Seizoen   | Algm   | SBX    | HP  |
| --------- | ------ | ------ | --- |
| 2003/2004 | Zilver | Brons  | 9e  |
| 2004/2005 | -      | 5e     | 24e |
| 2005/2006 | 11e    | 6e     | 32e |
| 2006/2007 | 12e    | Goud   | 20e |
| 2007/2008 | Zilver | Zilver | 12e |
| 2008/2009 | Zilver | Goud   | -   |
| 2009/2010 | 12e    | 4e     | -   |
| 2010/2011 | 6e     | Brons  | -   |
| 2011/2012 | -      | 5e     | -   |
| 2013/2014 | -      | Zilver | -   |
| 2014/2015 | -      | 10e    | -   |
| 2015/2016 | -      | 6e     | -   |
| 2016/2017 | -      | 5e     | -   |
| 2017/2018 | -      | 6e     | -   |
| 2018/2019 | -      | Zilver | -   |
| 2019/2020 | -      | 13e    | -   |

Wereldbekerzeges
| Datum             | Plaats           | Onderdeel      |
| ----------------- | ---------------- | -------------- |
| 5 januari 2004    | Bad Gastein      | Snowboardcross |
| 26 februari 2004  | Niigata-Joetsu   | Snowboardcross |
| 27 februari 2004  | Niigata-Joetsu   | Snowboardcross |
| 28 februari 2004  | Niigata-Joetsu   | Halfpipe       |
| 6 maart 2004      | Mount Bachelor   | Snowboardcross |
| 17 september 2004 | Valle Nevado     | Snowboardcross |
| 6 maart 2005      | Lake Placid      | Snowboardcross |
| 17 september 2005 | Valle Nevado     | Snowboardcross |
| 8 maart 2007      | Lake Placid      | Snowboardcross |
| 11 maart 2007     | Lake Placid      | Snowboardcross |
| 26 september 2007 | Valle Nevado     | Snowboardcross |
| 13 januari 2008   | Bad Gastein      | Snowboardcross |
| 1 maart 2008      | Lake Placid      | Snowboardcross |
| 7 maart 2008      | Stoneham         | Snowboardcross |
| 13 september 2008 | Chapelco         | Snowboardcross |
| 11 januari 2009   | Bad Gastein      | Snowboardcross |
| 13 februari 2009  | Cypress Mountain | Snowboardcross |
| 19 februari 2009  | Stoneham         | Snowboardcross |
| 13 maart 2009     | La Molina        | Snowboardcross |
| 10 januari 2010   | Bad Gastein      | Snowboardcross |
| 12 maart 2010     | Valmalenco       | Snowboardcross |
| 17 februari 2011  | Stoneham         | Snowboardcross |
| 18 maart 2011     | Valmalenco       | Snowboardcross |
| 16 december 2011  | Telluride        | Snowboardcross |
| 19 januari 2012   | Veysonnaz        | Snowboardcross |
| 22 januari 2012   | Veysonnaz        | Snowboardcross |
| 21 december 2013  | Lake Louise      | Snowboardcross |
| 10 september 2017 | Cerro Catedral   | Snowboardcross |
| 21 december 2018  | Breuil-Cervinia  | Snowboardcross |
| 9 februari 2019   | Feldberg         | Snowboardcross |